# Sobór Zmartwychwstania Pańskiego w Kodiak
Sobór Zmartwychwstania Pańskiego – prawosławny sobór w Kodiak.

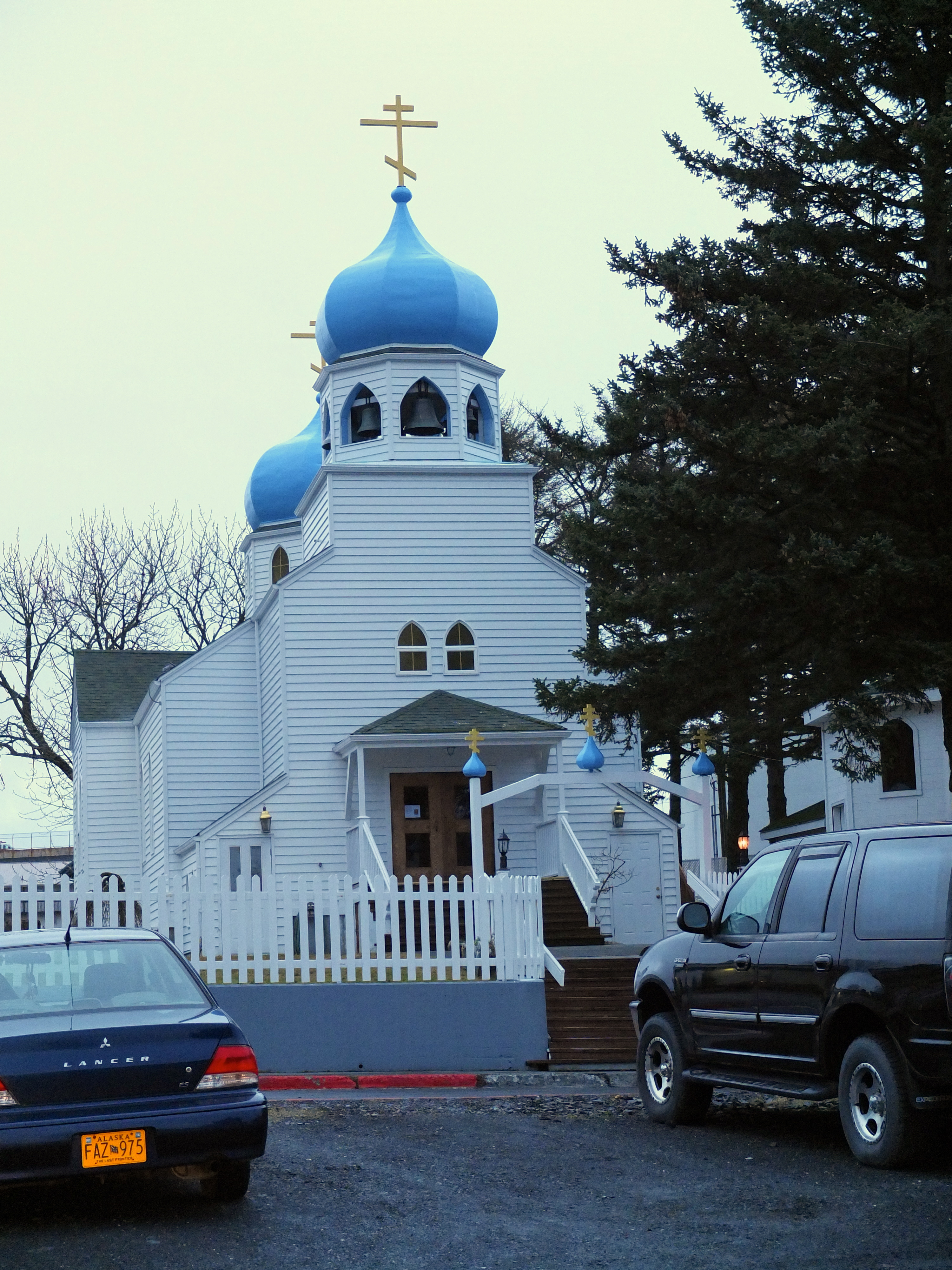
Sobór od frontu

Został wzniesiony w 1794, natychmiast po przybyciu na Alaskę rosyjskiej misji prawosławnej złożonej z mnichów z monasteru Wałaam, jako cerkiew parafialna. Status soboru został nadany świątyni przez biskupa Alaski Mikołaja w 2001.
Obiekt jest jednonawowy, murowany, z dwiema cebulastymi kopułami ponad nawą oraz nad drewnianą dzwonnicą zlokalizowaną ponad przedsionkiem cerkwi. Kopuły zwieńczone są prawosławnymi krzyżami. Prezbiterium obiektu jest wyraźnie niższe od nawy, wielobocznie zamknięte. Okna soboru mają kształt ostrołuków.
Sobór znajduje się w rejestrze National Register of Historical Places od 1977. Stanowi ważny cel pielgrzymkowy dla prawosławnych Amerykanów, gdyż są w nim przechowywane relikwie św. Hermana z Alaski.